# Anticla limosa
Anticla limosa is een vlinder uit de familie van de Apatelodidae. De wetenschappelijke naam van de soort is voor het eerst geldig gepubliceerd in 1892 door William Schaus.